# Kastell Mălăiești
Das Kastell Mălăiești ist ein römisches Hilfstruppenkastell oder Vexillationskastell auf dem Gebiet des zur Gemeinde Dumbrăvești gehörenden Dorfes Sfârleanca im rumänischen Kreis Prahova im nordwestlichen Bereich der Region Muntenien. In antiker Zeit gehörte das Militärlager zu einer Handvoll von Kastellen, die dem Limes Transalutanus (Transalutanischer Limes; Limes jenseits des Olt) vorgelagert waren und diesen nach Osten hin absicherten. Administrativ gehörte es zur Provinz Moesia inferior als Vorläuferin der Dacia inferior.

## Lage und Forschungsgeschichte
Das heutige Bodendenkmal liegt runde 100 Meter östlich des südlichen Endes des Straßendorfes. Es befindet sich dort auf dem südlichen Ende einer Hochterrasse zwischen den beiden Bächen Vărbilau und Teleajen in der Flur Cetate (Festung). Es erhielt seinen Namen aufgrund der territorialen Zugehörigkeit zu dem Dorf Mălăiești bis zu einer Gebietsreform im Jahr 1968 und ist unter diesem Namen in die Fachliteratur eingegangen. 
Die archäologischen Untersuchungen begannen Ende der 1930er Jahre, als der Militärtopograph Constantin Zagoriţ einen Plan des gesamten Geländes erstellte, der das Kastell und die Thermen mit umfasste. Erste systematische archäologische Forschungen wurden 1954 von Grigore Florescu und Expectatus Bujor vorgenommen. Seit den 1960er Jahren waren die römischen Relikte einem Prozess des Verfalls durch landwirtschaftliche Aktivitäten ausgesetzt, 1976 wurden die Thermen von einem Graben durchschnitten, um eine Wasserleitung zu verlegen. Als auch noch ein Obstgarten angelegt werden sollte, führte dies 1985 endlich zu Rettungsgrabungen unter Dan Lichiardopol. Weitere, systematische Forschungen erfolgten in den Jahren 2011 bis 2019 unter der Leitung von Ovidiu Tentea vom Muzeul Național de Istorie a României (Nationalmuseum der Geschichte Rumäniens) in Bukarest, wobei auch eine Reihe multidisziplinärer Untersuchungen durchgeführt wurden.

## Archäologische Befunde

### Kastell
Die Errichtung des Lagers steht wahrscheinlich im Kontext der militärischen Operationen des Manius Laberius Maximus während des ersten Dakerkrieges (101–102) deren Ziele es waren, sowohl das Bündnis zwischen den Dakern und den Roxolanen zu zerschlagen, als auch eine Kräftekonzentration der Daker an der Hauptfront zu verhindern. Die Offensiven des Laberius Maximus fanden im Herbst des Jahres 101 statt, so dass die Römer aufgrund des bevorstehenden Winters wahrscheinlich nicht mehr genügend Zeit hatten, ihre militärischen Aktionen abzuschließen, was schließlich zum Bau der Kastelle Nordwestmunteniens als Winterquartiere in dieser Region geführt hat.
Das Kastell ist ein Holz-Erde-Lager mit einem annähernd rechteckigem Grundriss. Annähernd insofern, als die Südseite keine gerade Linie bildet, sondern zur Porta Praetoria hin nach Südosten vorspringt, was vermutlich den topographischen Gegebenheiten geschuldet ist. Sein Grundriss belief sich auf rund 150 m mal 180 m, womit es eine Fläche von 2,7 Hektar bedeckte. Geschützt wurde es von einer acht Meter breiten und in einer Höhe von noch 1,20 m erhaltenen Holz-Erde-Mauer, vor der nach einer vier Meter breiten Berme als Annäherungshindernis ein einzelner, sechs Meter breiter und zwei Meter tiefer Graben verlief. Mit seiner Prätorialfront (Vorderseite) war das Kastell nach Südosten hin ausgerichtet. In seinem Inneren konnten noch die Spuren einiger Mannschaftsbaracken identifiziert werden. In Anbetracht seiner Größe und der Anzahl der Mannschaftsbaracken hätte es 600 bis 800 Soldaten aufnehmen können. Ziegelstempel nennen die Legio V Macedonica und die Legio XI Claudia, wobei ungeklärt bleibt, ob es sich dabei um kämpfende Einheiten, oder um reine Bautrupps handelte.

### Thermen
Die Kastellthermen liegen rund 50 Meter nordöstlich vor der nordwestlichen Ecke des Militärlagers. In den öffentlichen Badehäusern der Garnisonen hatten die Soldaten kostenlosen Zutritt, sie konnten aber auch von der Zivilbevölkerung gegen geringes Entgelt aufgesucht werden und stellten von daher ein soziales Zentrum dar. Trotz der relativ geringen Zeitspanne, in der das Kastell belegt war, wiesen die Thermen von Mălăiești alle architektonischen Strukturen und Annehmlichkeiten eines römischen Bads auf. Aufgrund seiner exponierten Lage am Rande des Plateaus lag das Badehaus 12 Meter unterhalb des Kastells. Es handelt sich um ein Balneum vom Blocktyp, dessen Räume in zwei Fluchten angeordnet waren, und wurde in der Technik des Opus incertum konstruiert. Mehrere Instandsetzungs- und Erweiterungsphasen waren zu erkennen und folgende Räume konnten eindeutig identifiziert werden: Apodyterium (Umkleideraum), Frigidarium (Kaltbad), Tepidarium (Laubad), Caldarium (Heißbad) und Sudatorium (Dampfbad/Sauna). Auch das Praefurnium (Feuerungsraum) und eine außen gelegene Plattform, die ein Becken zur Wasservorratshaltung trug, wurden festgestellt. Die Entwässerung der Anlage erfolgte nach Süden hin. Das Fundmaterial aus dem Bereich der Thermen ist vielfältig. Neben importierten Produkten, die in Amphoren oder in Behältern aus Werkstätten anderer Provinzen aufbewahrt wurden, fand man auch handgefertigte Töpferwaren, die mit Dekorationen lokaler Herkunft verziert waren.

### Vicus
Nördlich des Kastells wird der Vicus vermutet, die Zivilsiedlung, die bei nahezu jeder römischen Garnison anzutreffen ist und in der die Angehörigen der Soldaten, Veteranen, Handwerker, Händler, Prostituierte, Gastwirte und andere Dienstleister wohnten und arbeiteten. Das in diesem Bereich geborgene Fundmaterial lag quantitativ und qualitativ weit über dem des im Inneren des Militärlagers entdeckten. Die bisher durchgeführten geophysikalischen Prospektionen lassen jedoch keine zusammenhängenden Strukturen erkennen, die einzelnen Bauwerken zugeordnet werden könnten.

## Fundverbleib und Denkmalschutz
Die Aufbewahrung und Präsentation der Funde erfolgt im Institutul de Arheologie „Vasile Pârvan” (Archaeologisches Institut „Vasile Pârvan”) in Bukarest.
Die gesamten archäologischen Stätten sind nach dem 2001 verabschiedeten Gesetz Nr. 422/2001 als historische Denkmäler unter Schutz gestellt. Das Gelände ist mit dem LMI-Code PH-I-s-A-16208 in der nationalen Liste der historischen Monumente (Lista Monumentelor Istorice) eingetragen. Die entsprechenden RAN-Codes lauten 131522.01 für das Kastell und die Thermen, sowie 131522.02 für den Vicus. Zuständig ist das Ministerium für Kultur und nationales Erbe (Ministerul Culturii și Patrimoniului Național), insbesondere das Generaldirektorat für nationales Kulturerbe, die Abteilung für bildende Kunst und die Nationale Kommission für historische Denkmäler sowie weitere, dem Ministerium untergeordnete Institutionen. Ungenehmigte Ausgrabungen sowie die Ausfuhr von antiken Gegenständen sind in Rumänien verboten.